# Tram van Malmö

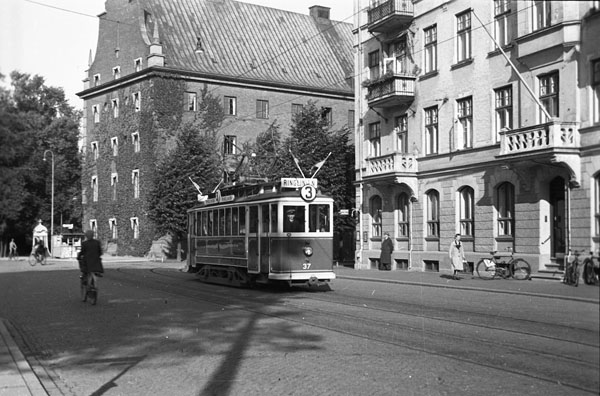
Motorwagen 37 op lijn 3, linksrijdend in Malmö in 1944.

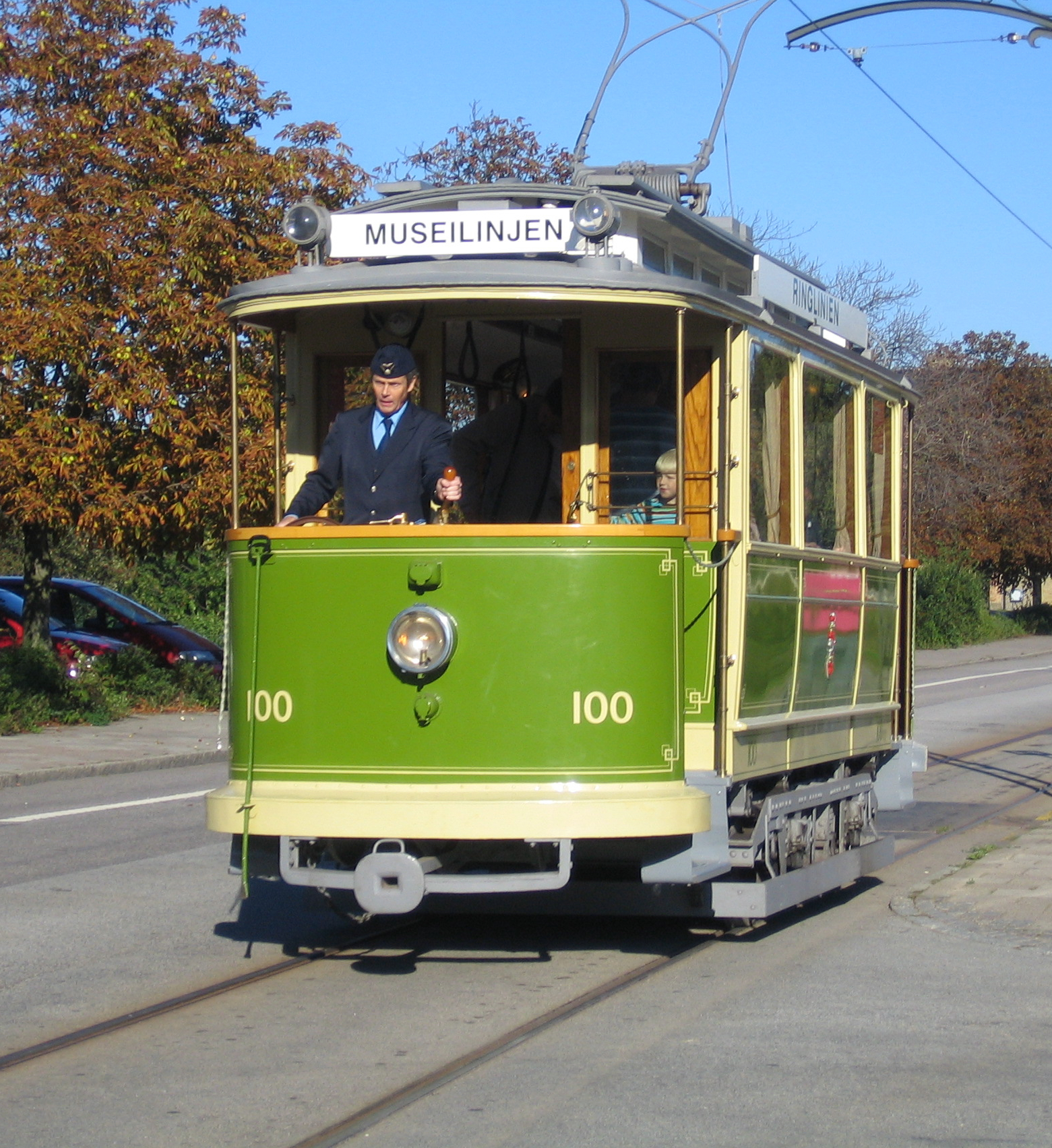
Motorwagen 100 op de museumtramlijn in Malmö in 2006.

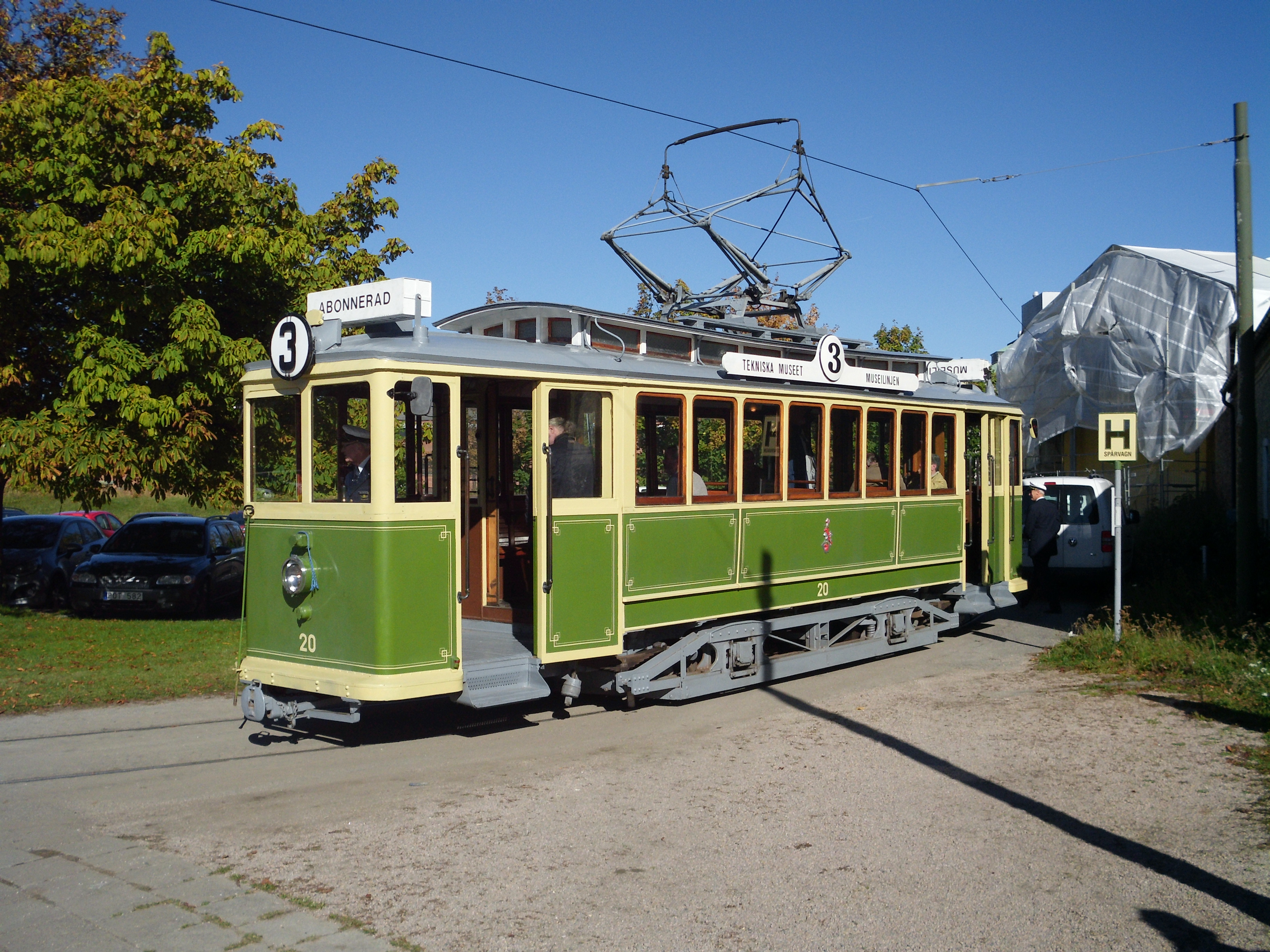
Motorwagen 20 op de museumtramlijn in Malmö in 2013.

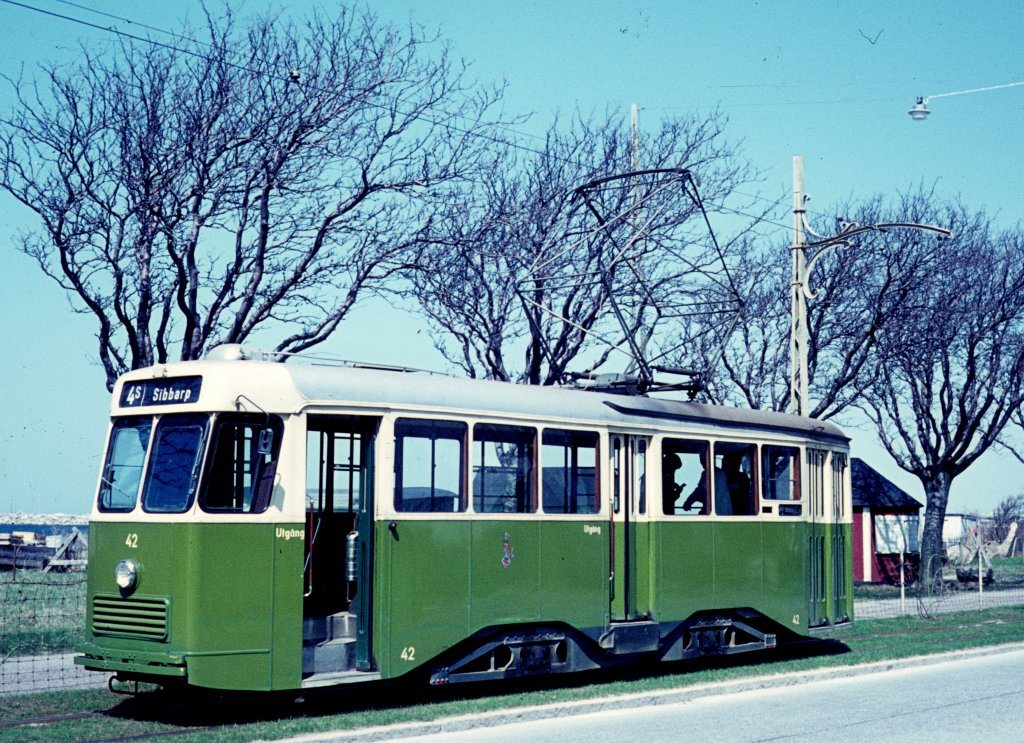
Eenrichtingtram voor linksverkeer. Motorwagen 42 is als museumtram bewaard; 1970.

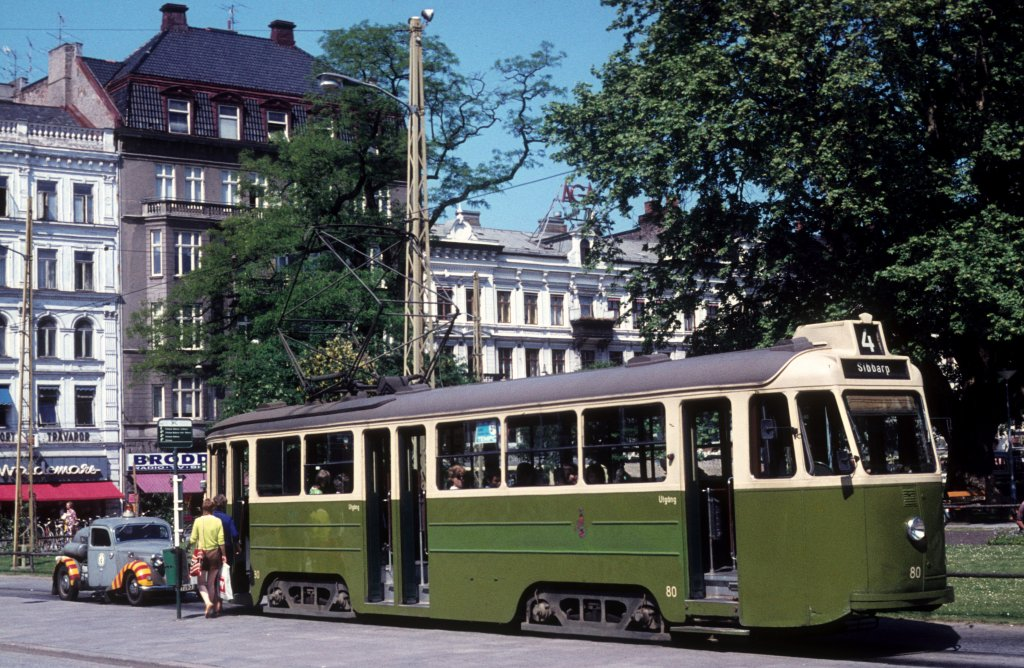
Voor rechtsverkeer verbouwde vierasser Motorwagen 80 (ex-Stockholm) op lijn 4 op Gustav Adolfs Torg in 1971.

De tram van Malmö bestond van 1887 tot 1973. In de Zweedse stad Malmö reden paardentrams van 1887 tot 1907 en elektrische trams vanaf 1906. De laatste tramlijn werd in 1973 vervangen door bussen. Inmiddels worden er plannen gemaakt voor een nieuw trambedrijf.
Malmö stads spårvägar (MSS) werd opgericht in 1905 en zorgde voor stadsvervoer met elektrische trams en bussen tot 1971, toen de naam werd veranderd in Malmö Lokaltrafik (ML).
De trams in Malmö reden op normaalspoor (1435 mm) en waren groen met crème geschilderd. De elektrificatie begon in 1905 toen de gemeentelijke elektriciteitscentrale werd gebouwd. Tot 1937 werd het trambedrijf verder uitgebreid, in 1929 verschenen de eerste bussen. In 1936 werd de eerste tramlijn door een busdienst vervangen. Na de overgang naar rechtsverkeer, per 3 september 1967 (Dagen H), bleef er één tramlijn over, lijn 4 naar Limhamn. Uiteindelijk werd deze lijn in 1973 ook door een busdienst vervangen.

## Tramlijnen
- Lijn 1 (rood) bestond van 1907 tot 1967
- Lijn 2 (blauw) bestond van 1907 tot 1940
- Lijn 3 (wit) bestond van 1906 tot 1964
- Lijn 4 (geel) bestond van 1907 tot 1973
- Lijn 5 bestond van 1915 tot 1928
- Lijn 6 bestond van 1916 tot 1919 en van 1924 tot 1949
- Lijn 7 bestond van 1918 tot 1949
- Lijn 8 bestond van 1928 tot 1930

## Trammaterieel
De eerste decennia reed het trambedrijf met klassieke tweeassige motor- en bijwagens. Na 1949 werden de drie overgebleven lijnen (1, 3 en 4) bereden met moderne eenrichting tweeasserstellen met stalen bak (motorwagens 27-56, bijwagens 180-189) en tien vierassige motorwagens (70-79) en negen bijwagens (190-198) van het type dat eind jaren veertig in een grote serie voor Stockholm werd gebouwd.
Na de beslissing in 1963 om in Zweden van linksverkeer over te gaan op rechtsverkeer werd lijn 3 in 1964 opgeheven om voldoende trams beschikbaar te krijgen voor de ombouwoperatie van de trams die na 1967 in bedrijf zouden blijven. Dit betrof de reeds aanwezige vierassige trams, alsmede twee uit Stockholm overgenomen trams van hetzelfde type (nrs. 80 en 81).
Op Dag H werd ook lijn 1 door een busdienst vervangen en bleef lijn 4 rijden met de voor rechtsverkeer verbouwde vierassige tramstellen. In 1973 werd ook deze laatste tramlijn door een busdienst vervangen.
Sinds 1987 bestaat er een museumtramlijn die met historische trams uit Malmö in de zomermaanden voor publiek rijdt.